# Campionato sudamericano femminile di pallacanestro 1962
Il 9º Campionato dell'America Meridionale Femminile di Pallacanestro (noto anche come FIBA South American Championship for Women 1962) si è svolto dal 23 aprile all'8 maggio 1962 ad Asunción, in Paraguay. Il torneo è stato vinto dalla nazionale paraguaiana.

## Squadre partecipanti
- Argentina
- Brasile
- Cile
- Ecuador
- Paraguay
- Perù
- Uruguay

## Classifica finale
| Pos | Squadra   | V-P |
| --- | --------- | --- |
|     | Paraguay  | 6-0 |
|     | Cile      | 5-1 |
|     | Brasile   | 4-2 |
| 4   | Argentina | 3-3 |
| 5   | Perù      | 2-4 |
| 5   | Ecuador   | 1-5 |
| 5   | Uruguay   | 0-6 |